# 좌파연합 (폴란드)
좌파연합(폴란드어: Zjednoczona Lewica, 약칭 ZL)은 폴란드의 정당연합이었다.
총선을 앞둔 2015년 7월 민주좌파연합, 너의 운동, 사회당, 노동조합당, 녹색당의 선거 연대로 결성되었다. 직전 대선에서 중도좌파 진영의 저조한 성적을 기록하면서 이에 대한 위기감으로 결성되었으며, 전폴란드노동조합총연맹의 지지를 받았다. 9월 14일 노동당이 연합에 참여했으며, 10월 4일 너의 운동의 공동대표인 바르바라 노바츠카를 연합의 대표 겸 총리 후보로 선출했다.
하지만 총선 당일 7.6%를 득표해 단일정당 봉쇄조항인 5%를 넘는 데는 성공했으나 연합 봉쇄조항인 8%에 미달해 원내 진입에 실패했다. 이후 2016년 2월 공식 해산되었다.